# エクスパンス -巨獣めざめる-
『エクスパンス -巨獣めざめる-』はジェームズ・S・A・コーリイの小説シリーズ『”The Expanse”』(第一巻のみは「巨獣めざめる」として邦訳あり)に基づく、アメリカ合衆国のSFテレビドラマシリーズである。マーク・ファーガスと ホーク・オストビーによって製作され、シーズン3までSyfyチャンネルで放送されたのち、シーズン4からAmazonビデオで配信され、シーズン6で完結した。

## 概要
23世紀、人類が太陽系中に植民した未来を舞台とする。人口300億を抱える地球および月は国連により統治される。火星は軍事体制を敷く独立した共和国であり、火星と地球はこの数十年間冷戦状態にある。両内惑星に支配される小惑星帯では、ベルターの非公式な軍事組織OPA(外惑星同盟)が独立を模索する。ベルターの主な居住地は ケレス、 エロス、フェーベ、宇宙船建造に特化するティコ・ステーション、農業に特化するガニメデである。
地球、火星、そして小惑星帯の三極間の危うい関係が描かれ、国連幹部のクリスジェン・アヴァサララ、小惑星帯のジョー・ミラー刑事、そして宇宙船乗りのジム・ホールデンら乗組員達は、太陽系と人類の危機を回避しようとする。
シリーズはアルコン・エンターテインメントが製作して2015年12月14日からSyfyで放送が始まり、シーズン2は2017年2月1日から放送された。2017年3月、Syfyは13エピソードからなるシーズン3の制作を発表した。シーズン3は2018年4月11日から放送された 。2018年5月、Syfyはシーズン4以降を放送しないと発表したが、Amazonビデオが10話からなるシーズン4を継続すると発表した。シーズン4は2019年12月13日に全話配信された。シーズン5は2020年12月16日から、3話が一括配信されたのちに毎週一話ずつ配信された。2020年11月、最終シーズン6の製作が発表され、2021年12月10日から週1話ずつ配信された。
原作シリーズは2022年1月現在9巻が発行されており、ドラマのシーズン1から6まではそれぞれほぼ1-6巻に対応している。原作第7巻"Persepolis Rising"は、ドラマのシーズン6に対応する原作第6巻"Babylon's Ashes"後28年間が経過したところから始まる。
原著者のジェームズ・S・A・コーリイはダニエル・エイブラハムとタイ・フランクの合作のペンネームであり、二人はプロデューサーを兼ね、いくつかのエピソードの脚本も執筆している。
日本ではNetflixが”Netflix オリジナル”と称してシーズン1とシーズン2を独占配信したが、2018年9月30日をもって配信停止された。
2019年2月8日より、Amazonビデオが日本を含め全世界でシーズン1から3までを独占配信し、シーズン4以降も世界同時独占配信している。
Netflix社配信の日本語字幕ではマオとマウ、アヴァサララとアヴァサラーラ、エリンライトとアーリンライト、エイモスとエモスなど、種々の名称表記が不統一であり、以下ではより頻度の高い表記を用いる。

## あらすじ

### シーズン1のあらすじ
最終話の原題にもなっている原作"Leviathan Wakes"(邦題『巨獣めざめる』)に基づく。
小惑星帯の準惑星ケレスのジョー・ミラー刑事は、行方不明となった若い女性ジュリー・マウを捜索する。国連幹部のクリスジェン・アヴァサララは冷戦中の地球と火星の間の戦争勃発を避けようと努力する。氷運搬船カンタベリー号の副長ジェームス・ホールデンとナオミ、アレックス、エイモスら乗組員たちは謎のステルス艦に自船を破壊され、救助された火星艦も同じ型のステルス艦に破壊されて、火星の護衛艦タチ号に乗って逃げる。ティコ・ステーションのフレッド・ジョンソンの助けでタチ号をロシナンテ号と改名しわがものとする。フレッドの依頼でジュリーが乗っていたスコピュリ号を探し、未知の有機物に覆われたステルス艦アヌビス号を見つけて破壊する。過去、ジュリーは謎の物質プロト分子をフェーベからエロスに運ぼうとしていたアヌビス号を妨害しようとして失敗し、エロスに来たことがわかる。ホールデンとミラーはエロスで有機物に覆われて死んだジュリーを見つける。ジュリーの父マオの手下の科学者はエロス全体でプロト分子の培養実験を行うが、制御不可能となる。ホールデンとミラーはエロスからロシナンテ号で脱出する。
1. ↑  ドン・キホーテの愛馬に由来する
2. ↑  エジプト神話の冥界の神に由来する

### シーズン2のあらすじ
最終話の原題にもなっている原作"Caliban's War"に基づく。
地球と火星の間に不信が高まる中、プロト分子に占拠されたエロスの破壊が試みられる。エロスは人類の技術を超えた加速度で地球に向かうが、ミラーの命を賭した行動で金星にコースを変えて衝突する。小惑星帯人(ベルター)は危機を利用して独立を図り、ティコ・ステーションのフレッド・ジョンソンは国連がエロスに向かって発射した核ミサイルを手に入れる。ガニメデでは危険な生物型兵器が出現して、地球軍と火星軍の間に戦闘が勃発し、火星軍の兵士ドレーパーのみが生き残る。国連事務総長次長アーリンライトと結託するジュリー・マウの父親のプロトジェン社が、プロト分子と適合性の高い子供たちを用いて生物型兵器を開発していたことが分かる。アヴァサララは地球と火星の全面戦争を避けようとしてドレーパーと共にマウの船に乗り込む。ロシナンテ号はガニメデに向かいプロト分子を始末しようとするが、プロトジェン社の研究者は子供たちを連れて逃げる。ナオミは密かにプロト分子のサンプルをフレッド・ジョンソンに渡す。

### シーズン3のあらすじ
最終話の原題にもなっている原作"Abaddon's Gate"に基づく。
アーリンライトの策謀で国連と火星は全面戦争となる。アーリンライトは、マウと組んだ陰謀の罪を着せてアヴァサララを殺そうとする。ロシナンテ号はイオに向かう途中、アヴァサララとドレーパーを救い、アーリンライトの陰謀の証拠を公表する。ジョンソンは火星に向かう地球の核ミサイルを破壊する。イオでロシナンテ号の乗組員たちはプラックスの娘を救い出し、マウを捕える。アーリンライトは逮捕され、エステバンは辞職し、アヴァサララが後継となって停戦を呼びかける。
ティコ・ステーションのフレッド・ジョンソンの右腕のドラマーはノーブー号を回収してビヒモス号と名付け、艦長となり、ナオミを主任エンジニアとする。OPAから副長としてアシュフォードが送り込まれる。
金星から飛び立ったプロト分子の集合体は、天王星付近でリング状の巨大な構造物を作り、ロシナンテ号、ドレーパーの乗る火星艦、エステバンの友人で牧師のアンナの乗る国連艦、ビヒモス号が調査に向かう。マウの娘のクラリッサは偽名で国連艦に乗り、テロ事件を起こしてホールデンの仕業に見せかける。ホールデンはミラーの幻から指示を受け、国連艦の攻撃を避けてロシナンテ号をリングに入れ、国連艦、火星艦、ビヒモス号が後に続く。リングはすべての艦を捕え、急激な減速で死傷者が多数出る。アシュフォードはリングが全人類の敵だと考え、リングを攻撃する。ホールデンはリング中心でビジョンを見せられ、仲間たちと協力して攻撃をやめさせて人類が敵でないことをリングに示す。リングは全艦を解放し、1300もの天体系へのポータルを開く。
1. ↑  聖書に登場する巨大な怪物ベヒモスに由来する

### シーズン4のあらすじ
最終話の原題にもなっている原作"Cibola Burn"に基づく。
未知の危険を恐れる国連と火星とOPAは共同でリングを封鎖するが、人類の一部は新世界への植民を望んで政争となる。ガニメデからの避難民が封鎖をすり抜け、ニューテラとも呼ばれるようになった、リチウムの豊富な惑星イーロスに到達する。だがイーロスには未知の巨大な構造物が存在する。
地球では、国連事務総長となったアヴァサララがホールデンにイーロスの調査を依頼する。アヴァサララは封鎖によりリングをくぐれず、襲撃されて地球に向け暴走した植民船の撃墜を命じ、ナオミの元恋人でベルタ―過激派のマルコ・イナロスの逮捕に失敗して失点を重ねる。再任選挙では積極的な植民を訴えるガオの挑戦を受けて敗れる。火星に戻ったドレーパーは除隊となって犯罪グループに加わり、火星とベルターが結びついた陰謀に関わる。リング付近では、メディナ・ステーションを基地としてドラマーとアシュフォードが封鎖を行い、ベルターの海賊船を取り締まる。マルコは追って来たアシュフォードを殺し、火星の技術でステルス偽装した小惑星を地球に向ける。
イーロスではベルター移民と国連の資源企業RCEがリチウムを巡って対立するところに、ナオミの戻ったロシナンテ号が到着する。ホールデンはミラーの幻を見続ける。プロト分子が軌道上の全宇宙船のリアクターを停止させて落下危機に陥らせ、古代の建造物が覚醒して大災害を引き起こすとともに、土着の生物が人類を襲う。ミラーはプロト分子を停止させて宇宙船と人々は救われる。

### シーズン5のあらすじ
最終話の原題にもなっている原作"Nemesis Games"に基づく。
新国連事務総長ガオはリングの向こう側へ植民政策を進め、火星や小惑星帯では不景気が広がる。月に左遷されたアヴァサララはマルコ・イナロスがステルス偽装した小惑星を地球に向けたことを訴えるも聞き入れられない。ドラマーはアシュフォードの敵を討つために小惑星帯でマルコを追う。ホールデンはティコ・ステーションでロシナンテ号を修理させ、他の乗組員たちは各所に散らばる。ナオミ・ナガタは息子フィリップを前夫マルコから救い出そうとしてパラスに行く。アレックスは火星に戻り、アヴァサララの依頼を受けたドレーパーに協力して火星軍からベルタ―への軍事技術の流出を調査する。エイモスは地球に戻り、故郷ボルティモアで過去と対峙したのち刑務所にクラリッサ・マウを訪ねる。
マルコは小惑星を地球に落として甚大な被害を与え、ガオやアヴァサララの夫も死ぬ。配下にティコ・ステーションを襲撃させてフレッド・ジョンソンを殺しプロト分子のサンプルを奪う。フリー・ネイビーを名乗り、密かに火星の軍艦を入手して、小惑星帯の独立とリングおよび向こう側の宇宙の支配を宣言する。ドラマーも不本意ながらフリー・ネイビーに加わらざるを得ない。アレックスとドレーパーはレイザーバック号で火星軍艦の取引を目撃する。ナオミはフィリップに捕らえられ、マルコの船に監禁される。マルコはナオミをおとりにしてロシナンテ号を破壊しようとし、ナオミは必死に抵抗する。ホールデンはロシナンテ号でプロト分子を盗んで逃げるズミヤ号を追うが、目の前でズミヤ号が爆発する。アレックスとホールデンはそれぞれナオミ救援に向かう。月には国連幹部が移動し、新任の事務総長がパラスを攻撃して民間人の犠牲を出した末に不信任され、アヴァサララが返り咲く。地球では、エイモスとクラリッサが小惑星に破壊された刑務所から脱出し、エイモスの旧友のギャングの協力を得て、シャトルで月に向かう。
ロシナンテ号はフリー・ネイビーの艦隊に囲まれるが、ドラマーの裏切りで救われる。ナオミをドレーパーが回収するもアレックスは死ぬ。エイモスとクラリッサが月でロシナンテ号に加わる。プロト分子を供与された火星軍の一部はマルコと組み、リングを防衛する国連艦隊を攻撃する。

### シーズン6のあらすじ
最終話の原題にもなっている原作"Babylon's Ashes"に基づく。
リングの向こう側の惑星ラコニアでは、植民者の少女が、蘇生能力を持つ奇妙な犬のごとき土着生物と遭遇する。事故で死んだ弟を蘇らせてもらう。
地球は小惑星の衝突で環境と食糧の危機を迎える。火星も国連と同盟してフリー・ネイビーと対立する。フリー・ネイビーはメディナ・ステーションをおさえてリングを支配する。ナオミとクラリッサを迎えたロシナンテ号は国連に味方し、ステルス装置と駆動装置を取り付けられた小惑星を多数発見する。アヴァサララの護衛となっていたドレーパーを加え、小惑星を制御していたアズール・ドラゴン号を捕獲する。ホールデンは、リングを通ろうとする船がときおり消滅していることに気づく。マルコとフィリップの乗る船を破壊する機会をわざと見逃す。マルコとフィリップの間には溝が生じる。国連と火星の連合軍は、フリー・ネイビーの本拠ケレス・ステーションを襲うが、フリー・ネイビーが物資を奪って逃げ、100万人のベルタ―たちが飢えるがままに残されている。アヴァサララは艦隊をケレスにとどめ、住民を助ける。ドラマーはマルコに反抗する元海賊と連携し、フリー・ネイビーが隠した物資を奪い、ケレスにもたらして住民たちを救う。国連、火星、ドラマー率いるベルタ―は連合してフリー・ネイビーと戦い、ロシナンテ号がメディナ・ステーションを奇襲して制圧する。リングを通って逃げようとするマルコの船を、意図的に消滅現象を起こして破壊する。フィリップは脱出して生き延びる。戦後、ホールデンの策略で、ドラマーを会長とする独立した運輸連合がリングを管理することになる。

## 登場人物

### メイン
- ジョー・ミラー
  - 演 - トーマス・ジェーン、吹替 - 木下浩之
  - 小惑星帯で警察機能を担う地球の私企業スターヘリックス・セキュリティ社のケレス支社の刑事でケレス生まれ。(S1-S2、S3-S4では特別出演)
- ジェームス・ホールデン
  - 演 - スティーヴン・ストレイト、吹替 - 小林親弘
  - 宇宙船カンタベリー号の二等航海士、後に副長、後に宇宙船ロシナンテ号の艦長。地球人で元兵士。
- アレックス・カマル
  - 演 - キャス・アンヴァー（英語版）、吹替 - 宮本淳
  - カンタベリー号、後にロシナンテ号のパイロット。火星人でかつて火星宇宙軍に20年勤務。(S1-S5)
- ナオミ・ナガタ
  - 演 - ドミニク・ティッパー（英語版）、吹替 - 大津愛理
  - カンタベリー号、後にロシナンテ号のエンジニア。ベルター。
- エイモス・バートン
  - 演 - ウェス・チャサム（英語版）、吹替 - 宮本誉之
  - カンタベリー号、後にロシナンテ号のメカニック。地球人。
- シェド・ガーヴェイ
  - 演 - パウロ・コスタンゾ、吹替 - 遠藤純平
  - カンタベリー号の医務員。(S1)
- ジュリー・マウ
  - 演 - フロレンス・フェーヴル（英語版）
  - 小惑星帯で行方不明となる富豪の娘。(S1-S2)
- サダヴィー・アーリンライト
  - 演 - ショーン・ドイル（英語版）、吹替 - 佐野康之
  - 国連事務次長。(S1-S3)
- クリスジェン・アヴァサララ
  - 演 - ショーレ・アグダシュルー、吹替 - きそひろこ
  - 国連事務次長補佐。のちに事務総長。
- ロベルタ(ボビー)・ドレーパー
  - 演 - フランキー・アダムス（英語版）、吹替 - 藤田奈央
  - 火星海兵隊下士官。(S2-)
- カミーナ・ドラマー
  - 演 - キャラ・ジー（英語版）、吹替 - 鷄冠井美智子
  - ジョンソンの右腕、ティコ・ステーションの保安責任者、後にビヒモス号艦長。後にデウォルト号艦長。(S2-、S4からメイン)
- メルバ / クラリッサ・マウ
  - 演 - ナディーン・ニコル（英語版）
  - 国連軍のエンジニアでジュール=ピエール・マウの娘。後に囚人。後にロシナンテ号乗員。 (S3-、S5よりメイン)
- マルコ・イナロス
  - 演 - キーオン・アレクサンダー（英語版）
  - OPAの派閥ブラック・スカイの指導者でナオミ・ナガタの元恋人。後にフリー・ネイビー指導者。 (S4-、S5よりメイン)
- フィリップ・イナロス
  - 演 - ジェサイ・チェイス・オーウェンス
  - ナオミとマルコの息子。 (S4-、S5よりメイン)

### リカーリング

#### S1より登場
- ディミトリ・ハブロック
  - 演 - ジェイ・ヘルナンデス
  - スターヘリックス・セキュリティ社でのミラーの相棒。(S1)
- シャディド
  - 演 - ローラ・グラウディーニ
  - スターヘリックス・セキュリティ社の警部、ミラーの上司。(S1)
- オクタヴィア・ムス
  - 演 - アシーナ・カーカニス
  - スターヘリックス・セキュリティの従業員で、ミラーの以前の相棒。(S1)
- アルジュン・アヴァサララ
  - 演 - ブライアン・ジョージ（英語版）(S1-S2)、Michael Benyaer(S4)
  - クリスジェンの夫。
- アンダーソン・ドーズ
  - 演 - ジャレッド・ハリス
  - ケレスのOPA工作員。
- ロペス
  - 演 - グレッグ・ブリック
  - 火星宇宙軍大尉。(S1)
- フレッド・ジョンソン
  - 演 - チャド・コールマン
  - ティコ・ステーションの運営責任者にしてOPAの幹部、元国連海兵隊大佐。(S1-S5)
- ケンゾ・ガブリエル
  - 演 - エリアス・トゥーフェクシス（英語版）
  - ティコ・ステーションにおける地球のスパイ。(S1)
- セマティンバ（セミ）
  - 演 - ケヴィン・ハンチャード（英語版）
  - エロス在住の刑事で、ミラーの旧友。(S1-S2)
- ジュール=ピエール・マウ
  - 演 - フランソワ・チャウ、吹替 - 豊富満
  - ジュリー・マウの父親で大富豪。(S1-S3)
- アントニー・ドレスデン
  - 演 - ダニエル・カッシュ、吹替 - 大隈健太
  - プロトジェン社の科学者のリーダー。(S1-S2)
- フランクリン・デグラーフ
  - 演 - ケネス・ウェルシュ
  - 火星の駐国連大使。(S1)
- エステバン・ソレト＝ギリス
  - 演 - ジョナサン・ウィテカー
  - 国連事務総長。(S1-S3)

#### S2より登場
- ディオゴ
  - 演 - Andrew Rotilio
  - ケレス在住のベルターの若者、後にティコ・ステーション在住。(S2-S3)
- コティアール
  - 演 - ニック・E・タラベイ（英語版）、吹替 - 結城あくつ
  - アヴァサララの警備担当。(S2-S3)
- パオロ・コルタサル
  - 演 - Carlos Gonzalez-Vio
  - ドレスデン配下の科学者。脳の共感機能を切除されている。(S2,S5)
- ソロモン・エプスタイン
  - 演 - サム・ハンティントン
  - かつて革新的な駆動方式を発明した火星人の科学者。(S2)
- マーテンス大佐
  - 演 - ピーター・アウターブリッジ
  - 火星宇宙軍の従軍牧師。(S2)
- サットン
  - 演 - ヒュー・ディロン（英語版）
  - 火星宇宙軍の大尉でドレーパーの上官。(S2)
- ヒルマン
  - 演 - サラ・アレン（英語版）
  - 火星海兵隊のドレーパーの分隊の隊員。(S2)
- リチャード・トラビス
  - 演 - エムポー・クワホー
  - 火星海兵隊のドレーパーの分隊の隊員で地球生まれ。(S2)
- サイード
  - 演 - Dewshane Williams、吹替 - 中務貴幸
  - 火星海兵隊のドレーパーの分隊の隊員。(S2)
- オーガスト・グウェン
  - 演 - バイロン・マン
  - 国連軍の提督。(S2-S3)
- マイケル・イツルビ
  - 演 - テッド・ウィットル（英語版）
  - 国連の科学者。(S2)
- プラクシダイク（プラックス）・メン
  - 演 - テリー・チェン（英語版）
  - ガニメデ生まれの植物学者。(S2-S3、S6)

#### S3より登場
- アンナ・ヴォルヴォドフ
  - 演 - エリザベス・ミッチェル
  - エステバン事務総長の友人で牧師。 (S3、S6)
- アシュフォード
  - 演 - デヴィッド・ストラザーン
  - OPAから送り込まれたビヒモス号（ノーブー号）副長で元海賊。 (S3-S4)
- モニカ・ステュアート
  - 演 - アンナ・ホプキンス（英語版）
  - ロシナンテ号に乗り込むインタビュアー。 (S3,S5-S6)

#### S4より登場
- アドルファス・マートリー
  - 演 - バーン・ゴーマン
  - 資源企業RCEからイーロスに派遣された保安部長。 (S4)
- チャンドラ・ウェイ
  - 演 - Jess Salgueiro
  - RCE保安部員でマートリーの右腕。 (S4)
- エルヴィ・オコイエ
  - 演 - Lyndie Greenwood
  - イーロスに派遣されたRCEの科学者。 (S4)
- ルシア
  - 演 - Rosa Gilmore、吹替 - 東内マリ子
  - イーロスに住むベルター難民。 (S4)
- ナンシー・ガオ
  - 演 - Lily Gao
  - 国連幹部、のちに事務総長。 (S4-S5)
- イーサイ・マーティン
  - 演 - ポール・シュルツ
  - 火星の腐敗した警官にして窃盗グループの一員。 (S4)

#### S5より登場
- ブル
  - 演 - ホセ・ズニーガ
  - ティコ・ステーションの保安責任者。 (S5)
- サカイ
  - 演 - Bahia Watson
  - ティコ・ステーションのチーフエンジニア。 (S5)
- オクサーナ・ブッシュ
  - 演 - サンドリーヌ・ホルト
  - ドラマーの部下で恋人。 (S5)
- カラル
  - 演 - Oluniké Adeliyi
  - マルコ・イナロスの部下。 (S5)
- シン
  - 演 - ブレント・セクストン（英語版）
  - パラス・ステーション在住のナオミの旧友。 (S5)
- デルガド
  - 演 - マイケル・アービー
  - 国連軍の大将、月勤務。 (S5)
- エリック
  - 演 - Jacob Mundell
  - ボルティモアのギャングのリーダー、エイモスの旧友。 (S5)
- ソヴテール
  - 演 - ティム・ディケイ
  - 火星軍の大将。 (S5)
- バーベッジ
  - 演 - Lara Jean Chorostecki
  - ソヴテール大将の部下、火星軍の大尉。 (S5)

#### S6より登場
- ウォーカー
  - 演 - Stuart Hughes
  - フリー・ネイビーのイナザミ号船長。元海賊ゴールデン・バウの一員。
- ニコ・サンジラニ
  - 演 - Joanne Vannicola
  - ケレス・ステーションの管理者
- ローゼンフェルド
  - 演 - キャスリーン・ロバートソン
  - マルコ・イナロスの副長
- キャラ
  - 演 - Emma Ho
  - ラコニアの植民者の少女

## エピソード
| シーズン | シーズン | 話数 | 放送日         | 放送日         |
| シーズン | シーズン | 話数 | シーズン初回   | シーズン最終回 |
| -------- | -------- | ---- | -------------- | -------------- |
|          | 1        | 10   | 2015年12月14日 | 2016年2月2日   |
|          | 2        | 13   | 2017年2月1日   | 2017年4月19日  |
|          | 3        | 13   | 2018年4月11日  | 2018年6月27日  |
|          | 4        | 10   | 2019年12月12日 | 2019年12月12日 |
|          | 5        | 10   | 2020年12月16日 | 2021年2月3日   |
|          | 6        | 6    | 2021年12月10日 | 2022年1月14日  |

### シーズン1 (2015–16)
| 通算 話数 | シーズン 話数 | タイトル                                     | 監督               | 脚本                                              | 放送日         | U.S.視聴者数 (百万人) |
| --- | ------------- | -------------------------------------------- | ------------------ | ------------------------------------------------- | -------------- | --------------------- |
| 1 | 1             | "愛しのダルシネア" "Dulcinea"                | テリー・マクドノー | マーク・ファーガス & ホーク・オストビー           | 2015年12月14日 | 1.19                  |
| スコピュリ号のラベルの付いた服を着たジュリー・マウは、一人で宇宙船の中に閉じ込められている。準惑星ケレスでは、ミラー刑事がジュリーを捜索し富豪の両親の元に帰すよう依頼される。ニューヨークでは、国連幹部のクリスジェン・アヴァサララがOPAの工作員を地球の高重力で拷問し、密かに運んでいたステルス技術のことを問いただす。ケレスに向かう氷運搬船カンタベリー号は貨物船スコピュリ号から救難信号を受け取り、臨時副長のジム・ホールデンは救命チームを率いてシャトルで向かうよう命じられる。チームにはエンジニアのナオミ・ナガタ、メカニックのエイモス・バートン、パイロットのアレックス・カマル、医務員のシェド・ガーヴェイが加わる。スコピュリ号は無人で救難信号発信器だけが見つかる。チームがカンタベリー号に戻ろうとした時、ステルス技術で身を隠していた宇宙船が姿を現し、核ミサイルでカンタベリー号を破壊する。                     |               |                                              |                    |                                                   |                |                       |
| 2 | 2             | "大いなる空虚" "The Big Empty"               | テリー・マクドノー | マーク・ファーガス & ホーク・オストビー           | 2015年12月15日 | 0.854                 |
| カンタベリー号の遅着のためにケレスでは水不足が起き、ミラーは水泥棒を取り締まる。ジュリーのアパートを捜索して、スコピュリ号に乗ったことを知る。上司の事務次長サダヴィー・アーリンライトが地球の高重力による拷問を禁じたため、アヴァサララは尋問していたOPA工作員を月に送らざるを得ず、自殺されてしまう。小惑星帯では、カンタベリー号爆発の破片によってシャトルが損害を受け、生存者たちは最後の空気を使って即席のアンテナを作り救難信号を発信する。火星宇宙軍の旗艦ドネジャー号が応えて救出に来る。ナオミによればスコピュリ号上にあった救難信号発信器は火星の技術であるため、ホールデンは目撃者として始末されないための保険として、火星の罠にかかってカンタベリー号が破壊されたと語るメッセージを太陽系中に放送する。 |               |                                              |                    |                                                   |                |                       |
| 3 | 3             | "カンタベリー号" "Remember the Cant"         | ジェフ・ウールノー | ロビン・ヴェイス                                  | 2015年12月22日 | 0.676                 |
| ホールデンの放送はケレスで抗議運動を引き起こし、OPAは火星がカンタベリー号を破壊したと非難する。暴動が起き、ミラーの相棒のハブロックは襲撃されて重傷を負い、ジュリーと接触のあった男は殺される。アヴァサララは、OPAが火星のステルス技術を手に入れたとの情報を火星の大使に漏らす。火星の反応を見て、カンタベリー号を破壊したのは火星ではなく別の勢力であると推測する。火星の宇宙艦ドネジャー号に収容されたカンタベリー号の生存者たちは拘置されて尋問を受け、ナオミはOPAの一員ではないかと疑われる。正体不明の艦がドネジャー号に接近する。 |               |                                              |                    |                                                   |                |                       |
| 4 | 4             | "近接戦闘" "CQB"                             | ジェフ・ウールノー | ナレン・シャンカー                                | 2015年12月29日 | 0.633                 |
| ケレスで、ミラーは殺された男の体内からインプラントを抽出し情報ブローカーであったことを知る。ドネジャー号に接近して来た謎の6隻の宇宙船はカンタベリー号を攻撃した船と同型であることにホールデンが気付く。ドネジャー号はミサイルで損傷を負い、レールガンの攻撃でシェドは死に、ドネジャー号には敵兵が乗り組む。艦長はホールデンに火星の不関与を証言させるため脱出させようとする。ホールデンはカンタベリー号生存者を連れて護衛艦タチで逃げるが、ドネジャー号は自爆する。小惑星帯のティコ・ステーションでは、モルモン教会の依頼で世代宇宙船ノーブー号がOPAの一員フレッド・ジョンソンによって建造されている。ジョンソンはノーブー号のセンサーをドネジャー号に向ける。 |               |                                              |                    |                                                   |                |                       |
| 5 | 5             | "フレッド・ジョンソン" "Back to the Butcher" | ロブ・リーバーマン | Dan Nowak                                         | 2016年1月5日   | 0.631                 |
| タチに乗ったカンタベリー号の生存者たちはOPA幹部のフレッド・ジョンソンの申し出を受け、発信機のコードを”ロシナンテ号”と偽装してティコ・ステーションに向かう。11年前のフラッシュバックで、国連海兵隊大佐だったジョンソンは反乱ののち降伏しようとしたアンダーソン・ステーションの鉱夫たちを皆殺しにして”虐殺者”の悪名を得る。ケレスでは、ミラーはジュリーとOPAの関係を知る。OPAのアンダーソン・ドーズはミラーを仲間に引き入れようとする。ジュリーの部屋でデータチップを見つけたミラーは誘拐される。 |               |                                              |                    |                                                   |                |                       |
| 6 | 6             | "どん底" "Rock Bottom"                       | ロブ・リーバーマン | Jason Ning                                        | 2016年1月12日  | 0.713                 |
| ミラーはドーズに拷問されジュリーについて尋問される。仲間のオクタヴィア・ムスに助けられて逃げ出す。上司に話したとたんに解雇され、集めた証拠を取り上げられる。アヴァサララはティコ・ステーションにスパイを確保しようとする。ホールデンと乗組員たちはティコ・ステーションに着き、フレッド・ジョンソンは国連でホールデンらに証言させることでOPAの国連加盟を果たそうとする。ジョンソンは、OPAにスコピュリ号を提供したと言う。タチはガス貨物船ロシナンテ号として偽装され、スコピュリ号を探すために小惑星エロスに向かう。ベルターのディオゴと叔父の乗る船は火星宇宙軍に臨検されてエロスでの船の没収を通告される。怒った叔父はディオゴを宇宙空間に残して火星艦に突入し船は破壊される。 |               |                                              |                    |                                                   |                |                       |
| 7 | 7             | "風車" "Windmills"                           | Bill Johnson       | ダニエル・エイブラハム & タイ・フランク           | 2016年1月19日  | 0.502                 |
| アヴァサララはモンタナ州にあるホールデンの共同親を訪ねてホールデンの動機を理解する。ティコ・ステーションをスパイしていたケンゾ・ガブリエルがロシナンテ号に密航し、通信を発して火星の軍艦の注意を引いてしまう。ガブリエルの教唆で金庫の中のコードワードを使いロシナンテ号を火星の秘密工作船に偽装すると、火星船は去る。ケンゾからの通信が途絶えたため、アーリンライトは秘密作戦を始動する。ミラーは、フェーベからエロスに何かを運んでいた船アヌビス号を妨害しようとして、ジュリーがスコピュリ号に乗っていたと推測し、エロスに向かう。 |               |                                              |                    |                                                   |                |                       |
| 8 | 8             | "救いの手" "Salvage"                         | Bill Johnson       | ロビン・ヴェイス                                  | 2016年1月26日  | 0.721                 |
| ロシナンテ号はジョンソンに教えられた座標の小惑星で、カンタベリー号を破壊したステルス船アヌビス号を見つける。船は無人で核融合炉は未知の有機物に覆われている。アヌビス号は汚染され全滅したはずのフェーベからエロスに向かっており、スコピュリ号の乗員のライオネル・ポランスキーがアヌビス号からシャトルで脱出したことが分かる。ロシナンテ号はアヌビス号を破壊した後エロスに向かう。ミラーはジュリーがライオネル・ポランスキーの偽名を使い、アヌビス号のシャトルでエロスに来たことを知る。ホールデンと仲間はエロスに着きポランスキーのいるホテルに来る。ケンゾが連絡したアーリンライトの秘密作戦チームに襲われるがミラーに救われる。ホールデンらとミラーが部屋に行くと、ジュリーがアヌビス号と同じ有機物に覆われて死んでいる。 |               |                                              |                    |                                                   |                |                       |
| 9 | 9             | "臨界質量" "Critical Mass"                   | テリー・マクドノー | ロビン・ヴェイス & Dan Nowak & ナレン・シャンカー | 2016年2月2日   | 0.555                 |
| フラッシュバックで、ライオネル・ポランスキーと名乗るジュリーの乗ったスコピュリ号はアヌビス号を妨害しようとして失敗し、スコピュリ号は奪われて罠に使われる。ジュリーはアヌビス号で拘禁されるが、アヌビス号の乗組員は未知の有機物に殺される。一人生き残ったジュリーはアンダーソン・ドーズに連絡した後、シャトルでエロスに着き、有機物の感染で死ぬ。ティコ・ステーションのジョンソンは、ドネジャー号から回収した、アヌビス号が地球で建造された証拠を全太陽系に向けて放送する。ミラーとホールデンたちはホテルから逃げ、ジュリーの父親に雇われる科学者のドレスデンがジュリーの血液を採取する。ドレスデンと傭兵たちはエロスで放射線障害をでっち上げ、居住者たちをシェルターに閉じ込めてジュリーの血液で感染させる。ミラーとホールデンがシェルターを調べると、シェルター内に致死量の放射線が浴びせられる。 ミラーはジュリーの幻を見始める。 |               |                                              |                    |                                                   |                |                       |
| 10 | 10            | "巨獣目覚める" "Leviathan Wakes"             | テリー・マクドノー | マーク・ファーガス & ホーク・オストビー           | 2016年2月2日   | 0.555                 |
| 被爆したミラーとホールデンはロシナンテ号に向かい、エロス全体が有機物の培養器として使われていることを目撃する。他の乗組員たちは船に戻るが、ナオミはホールデンを置いて出発することを拒否し、銃を突き付けて脅したミラーの友人の刑事セマティンバはエイモスに殺される。ミラーとホールデンも着いて船は出発し、二人は被爆治療を受ける。地球では、ジュリーの父親と組むアーリンライトがアヴァサララの調査を止める。エロスでは有機物が成長し、国連のスパイのケンゾも犠牲者となる。 |               |                                              |                    |                                                   |                |                       |

1. 1 2  第3話と第4話は2015年12月15日に第2話が放送された後にオンラインで配信された[13]

### シーズン2 (2017)
| 通算 話数 | シーズン 話数 | タイトル                                        | 監督                     | 脚本                                                         | 放送日        | U.S.視聴者数 (百万人) |
| --- | ------------- | ----------------------------------------------- | ------------------------ | ------------------------------------------------------------ | ------------- | --------------------- |
| 11 | 1             | "高まる緊張" "Safe"                             | ブレック・アイズナー     | マーク・ファーガス & ホーク・オストビー                      | 2017年2月1日  | 0.700                 |
| ロベルタ・ドレーパーを含む火星海兵隊は訓練の後、攻撃されたフェーベに向かう。国連は火星軍を牽制するために艦を派遣する。アヴァサララはテロ攻撃を受け、自分がスケープゴートになっていることに気づき、コティアールを警備に雇う。火星艦が国連艦に向けてミサイルを発射するが、国連艦は威嚇攻撃だと判断して反撃を控える。ミサイルは国連艦を通り越してフェーベ・ステーションを破壊する。ドレーパーは地球との戦争を望むが、上官のサットンは平和を望む。ミラーとホールデンは被爆から回復する。ミラーは旧友セミを殺したエイモスと争いになり、ナオミが割って入る。アヌビス号の回収物からプロト分子のサンプルが見つかり、小惑星帯の放置鉱石の中に隠される。ナオミとホールデンは船を修理しながら関係を深める。アレックスがラザニアを作り、乗組員の緊張を和らげる。 |               |                                                 |                          |                                                              |               |                       |
| 12 | 2             | "急襲" "Doors & Corners"                        | ブレック・アイズナー     | ダニエル・エイブラハム & タイ・フランク                      | 2017年2月1日  | 0.700                 |
| ロシナンテ号はティコ・ステーションに着き、太陽系外に由来するプロト分子がエロスで培養されていることをフレッド・ジョンソンに伝える。ジョンソンは反対者を殺し、OPAの多くの派閥から戦闘部隊を組織する。ロシナンテ号の援護の下で、部隊はスピン・ステーションを制圧して科学者ドレスデンを捕える。多数の人間を犠牲にしたことを反省せず、プロト分子の研究継続を求めるドレスデンをミラーが殺す。 |               |                                                 |                          |                                                              |               |                       |
| 13 | 3             | "静寂" "Static"                                 | ジェフ・ウールノー       | ロビン・ヴェイス                                             | 2017年2月8日  | 0.587                 |
| 国連は火星のフェーベ破壊に対抗して火星の月ディモスを破壊する。ホールデンらはスピン・ステーションからティコ・ステーションに戻り、何も聞き出さずにドレスデンを殺したミラーは敵意にさらされる。エロスからは信号が発信され、唯一捕虜になったプロトジェン社の科学者コルタサルは、プロト分子がエロスで何かを形成しつつあると語る。ミラーはモルモン教徒のために建造中のノーブー号を衝突させて、エロスを破壊するようジョンソンに求める。アヴァサララは、密かにジョンソンと情報を交換する。 |               |                                                 |                          |                                                              |               |                       |
| 14 | 4             | "神の加護" "Godspeed"                           | ジェフ・ウールノー       | Dan Nowak                                                    | 2017年2月15日 | 0.534                 |
| アヴァサララはジュリーの父親のジュール=ピエール・マウのプロトジェン社がプロト分子を研究していたことを知り、アーリンライトと組んでいると疑う。ミラーの計画が実行され、信徒たちを降ろしたノーブー号をロシナンテ号が護衛し、エロスに衝突させて太陽に落とそうとする。住民を救援に来た医者のグループの船は退去命令を無視し、ホールデンは破壊せざるを得ない。ミラーは出入り口を封鎖するためにエロスに乗り込むが、起爆装置に問題が起きたため退避せずエロスにとどまる。ノーブー号との衝突の直前、小惑星エロスが動き回避する。 |               |                                                 |                          |                                                              |               |                       |
| 15 | 5             | "望郷" "Home"                                   | デヴィッド・グロスマン   | マーク・ファーガス & ホーク・オストビー                      | 2017年2月22日 | 0.600                 |
| エロスはミラーを乗せて地球との衝突コースを取り加速する。ロシナンテ号の乗組員とミラーは、爆弾をエロスの中に仕掛けて脱出する計画を立てる。国連が大量の核ミサイルをエロスに放ち、エロスはレーダーから姿を消してミサイルを避ける。ロシナンテ号がエロスを視界にとらえていることを利用し、国連が核ミサイルの制御をジョンソンに渡してエロスにロックオンさせると、エロスは人類の技術を超えて急加速する。ロシナンテ号はミサイルのロックオンを保つために人間の耐えうる限界ぎりぎりの加速でエロスを追うがついには断念する。ミラーは爆弾をプロト分子の充満したエロスの中心に運び、変容して有機物の一部となりエロスを操作できるようになったジュリーを見つける。ミラーは宇宙服を脱いでジュリーに話しかけ、エロスの進路を地球から金星に変えさせる。エロスは金星に衝突する。 |               |                                                 |                          |                                                              |               |                       |
| 16 | 6             | "パラダイムシフト" "Paradigm Shift"             | デヴィッド・グロスマン   | ナレン・シャンカー                                           | 2017年3月1日  | 0.625                 |
| 137年前のフラッシュバックで、火星人のソロモン・エプスタインは革新的なドライブを発明して、火星の外惑星進出と地球からの独立を可能にする。現在、ティコ・ステーションでは、ジョンソンが地球の核ミサイルのうち30発を入手している。ロシナンテ号の乗組員は隠していたプロト分子のサンプルを太陽に捨てることに決めるが、ナオミは皆を騙してサンプルを残す。アヴァサララは雲隠れているマウの資産と事業を凍結して表に引きずり出すようアーリンライトに迫る。地球と火星が共同管理するガニメデ農業ステーションでは、ドレーパーの分隊が国連の海兵隊を見かけ、通信が妨害される。軌道上では国連軍と火星軍の宇宙艦が交戦し、サットンは死ぬ。軌道からミラーの破片が降り注いだ地表では、ドレーパーが異生物の姿を目にする。 |               |                                                 |                          |                                                              |               |                       |
| 17 | 7             | "7人目の男" "The Seventh Man"                   | ケネス・フィンク         | ジョージア・リー                                             | 2017年3月8日  | 0.451                 |
| 分隊で唯一生き残ったドレーパーは火星軍に救出されるが、目撃報告を信じてもらえない。地球と火星はいずれも相手が先制攻撃を仕掛けたと信じ、戦争を望むアーリンライトに対抗してアヴァサララは両惑星の平和会議を開催しようとする。ガニメデでは3000人以上が死に、農業ドームは破壊されて、食料を依存する小惑星帯では飢餓の恐れが生じる。ティコ・ステーションでは、ジョンソンがアンダーソン・ドーズを小惑星帯の代表に推すが、ドーズは両惑星とも小惑星帯を見下すだろうと人々を扇動する。ドレーパーは火星が誤って先制攻撃したと証言するよう命令されて地球に向かうが、6名の国連海兵隊が異生物から逃げていたことを思い出す。コルタサルはプロト分子の信号を受信する。ホールデンはコルタサルを殺そうとするが、コルタサルは牢から消えている。逃走するドーズの船をロシナンテ号が捕まえるとディオゴだけが乗っており、ドーズとコルタサルは行方不明となる。                                                |               |                                                 |                          |                                                              |               |                       |
| 18 | 8             | "革命の炎" "Pyre"                               | ケネス・フィンク         | ロビン・ヴェイス                                             | 2017年3月15日 | 0.460                 |
| ガニメデからの難民船の中で、植物学者のプラックシデケ(プラックス)・メンは娘を探すが見つからない。内惑星の住民をエアロックから投げ捨てた後、船は難民であふれるティコ・ステーションに着く。ドーズはジョンソンにメッセージを送り、プロト分子の秘密を小惑星帯に返すという。プロト分子の信号は戦闘と同時にガニメデから発信され、ガニメデにはプロトジェン社に勤務していたストリックランド医師が滞在していたことが分かる。ベルターたちはジョンソンとドラマーを人質にし、核ミサイルを地球に発射しようとするが、ロシナンテ号乗組員に阻止される。ストリックランドとプラックスの娘メイが戦闘の一時間前に診療所を出たことが分かり、プラックスはロシナンテ号に乗ってガニメデに同行する。 |               |                                                 |                          |                                                              |               |                       |
| 19 | 9             | "ソムナンブリスト号" "The Weeping Somnambulist" | ミカエル・サロモン       | Hallie Lambert                                               | 2017年3月22日 | 0.471                 |
| ロシナンテ号の乗組員は偽装のためウィーピング・ソムナンブリスト号をハイジャックしてガニメデに向かう。火星の代表団は平和会議のために地球に到着し、戦争を避けるために、ドレーパーは死んだトラビスが誤って発砲したと偽証させられる。国連が金星に送った調査船はエロスの衝突地点で異常な生命活動を探知する。アヴァサララはドレーパーからガニメデでスーツを着ない何かを見たことを聞き出す。アレックスがロシナンテ号で待機する中、ソムナンブリスト号はガニメデに着陸する。 |               |                                                 |                          |                                                              |               |                       |
| 20 | 10            | "連鎖反応" "Cascade"                            | マイケル・サロモン       | Dan Nowak                                                    | 2017年3月29日 | 0.573                 |
| ドレーパーは宿舎を抜け出して海を見に行き、橋の下に住む貧しい人々に出会う。アーリンライトはプロト分子の研究に関してマウに協力していたことをアヴァサララに告白する。アヴァサララはドレーパーがガニメデで遭遇した異生物の映像を見て、火星のためにマウが開発した兵器だと確信する。ガニメデでは、エイモスが情報屋を殴って脅し、ストリックランド医師がプラックスの娘メイを連れてガニメデの古い区域に行ったことを調べさせる。プラックスはガニメデの生態系がもはや修復不可能であると悟る。ロシナンテ号に残ったアレックスは、火星軍がガニメデ上空を飛行禁止にしたことを知る。 |               |                                                 |                          |                                                              |               |                       |
| 21 | 11            | "未知の兵器" "Here There Be Dragons"            | ロバート・リーバーマン   | ジョージア・リー                                             | 2017年4月5日  | 0.504                 |
| ドレーパーはマーテンス大佐を襲ってガニメデ事件について尋問する。火星が購入を検討していた兵器「プロジェクト・カリバン」を国連軍および火星軍と交戦させてテストしたために起きた事件であると聞き出す。ドレーパーは国連に政治亡命を求めてアヴァサララに面会する。家族への経済制裁に窮したマウは国連管轄外でアヴァサララと面会を申し出る。国連の調査船は探査機を金星に降ろし巨大なプロト分子を発見する。アレックスは火星軍の封鎖をすり抜けてロシナンテ号をガニメデに着陸させる。ホールデンら乗組員とプラックスはガニメデの古い区域でメイを探す。警備員と科学者たちを見つけて銃撃戦になり、プロト分子を接種されたベルターの子供を見つける。怪物は、免疫不全症を患うガニメデの子供にプロト分子を接種して作られた兵器であることが分かる。怪物が逃げ出して警備員と科学者たちを殺す。ナオミとエイモスはガニメデから人々を避難させ、プラックスとホールデンとアレックスはドームの外で怪物を追う。 |               |                                                 |                          |                                                              |               |                       |
| 22 | 12            | "怪物とロケット" "The Monster and the Rocket"   | ロブ・リーバーマン       | マーク・ファーガス & ホーク・オストビー                      | 2017年4月12日 | 0.515                 |
| アヴァサララはドレーパー、コティサールとともにマウの宇宙船に着く。マウはプロト分子を地球と火星の両者に販売してバランスを保ちたいという。アーリンライトはマウに反旗を翻し、火星防衛大臣に会って自然死に見せかけて毒殺し、ガニメデ上空の火星艦を破壊させる。これを知らされたマウは協議を打ち切って立ち去る。ガニメデでは、ホールデン、アレックス、プラックスがロシナンテ号で地表にプロト分子の怪物を追う。ナオミとエイモスはソムナンブリスト号を修理し、避難民を乗せて出航する。妨害しようとした火星艦をロシナンテ号が追い払う。 |               |                                                 |                          |                                                              |               |                       |
| 23 | 13            | "終わらない戦い" "Caliban's War"                | トール・フロイデンタール | ダニエル・エイブラハム & タイ・フランク & ナレン・シャンカー | 2017年4月19日 | 0.581                 |
| ナオミとエイモスはロシナンテ号に戻る。密かに乗り込んでいたプロト分子の怪物はホールデンに傷を負わせて動けなくし、放射能を求めて核融合炉に向かう。エイモスは空気を放出して怪物を船外に吹き飛ばす作戦を準備し、ホールデンの死も確実となる。プラックスのアイデアで、放射能を発する核弾頭を船外に投げ出して怪物を誘い出し、エンジンの炎で焼き尽くす。マウの宇宙船内では警備員がアヴァサララを殺そうとするが、ドレーパーによって救出される。金星では、国連の調査船が降下中にプロト分子によって分解される。ナオミはホールデンに、小惑星帯が地球と火星に対抗できるよう、プロト分子のサンプルを破壊せずにジョンソンに渡したことを告白する。イオでは、ストリックランドがプラックスの娘メイと多数の子供たちを人口冬眠状態におく。 |               |                                                 |                          |                                                              |               |                       |

### シーズン3 (2018)
| 通算 話数 | シーズン 話数 | タイトル                         | 監督                     | 脚本                                                    | 放送日        | U.S.視聴者数 (百万人) |
| --- | ------------- | -------------------------------- | ------------------------ | ------------------------------------------------------- | ------------- | --------------------- |
| 24 | 1             | "戦か飛行か" "Fight or Flight"   | ブレック・アイズナー     | マーク・ファーガス & ホーク・オストビー                 | 2018年4月11日 | 0.653                 |
| アーリンライトは対火星の宣戦布告を国連に行わせ、アヴァサララがマウと組んで陰謀を企んでいたと主張する。ロシナンテ号は突然に交戦区域の中にいることになってコントータと改名される。ナオミはティコ・ステーションに行くことを主張するが、ホールデンはプロト分子の信号を見つけて、プラックスの娘を探すためイオに向かうことにする。ジョンソンはドーズに連絡してプロト分子を共同で調査しようとし、さらにノーブー号を回収しようとする。アーリンライトは国連の宇宙船にマウの船を攻撃させてアヴァサララを殺そうとする。ドレーパーとアヴァサララは証拠を集めてジュリー・マウの高速艇で脱出し、コティサールと乗組員のテオはシャトルで脱出する。 |               |                                  |                          |                                                         |               |                       |
| 25 | 2             | "敵味方識別" "IFF"               | ブレック・アイズナー     | マーク・ファーガス & ホーク・オストビー                 | 2018年4月18日 | 0.500                 |
| 国連事務総長のエステバンは旧友で牧師のアンナを呼び、対火星戦争に脅える人々をなだめる演説原稿作成を頼む。ジュール=ピエール・マウはプロジェクトを中止するためイオを訪れ、ストリックランドはメイを含むガニメデの免疫不全症の子供たちが、プロト分子の宿主として制御可能であることを見せる。アーリンライトは国連艦にドレーパーとアヴァサララの乗る高速艇を追跡させ、ドレーパーは火星の救難信号を発信する。ロシナンテ号が高速艇からの救難信号を受信し、国連艦と交戦して二人を救出する。 |               |                                  |                          |                                                         |               |                       |
| 26 | 3             | "確証破壊" "Assured Destruction" | トール・フロイデンタール | Dan Nowak                                               | 2018年4月25日 | 0.553                 |
| アーリンライトが主張して、地球は火星の長距離ミサイル発射施設を先制攻撃する。金星から来るものに対抗して人類は団結しなければならないとエステバンに語る。だが先制攻撃が破壊し損ねた施設から発射されたミサイルが南米で200万人を殺す。コティサールのシャトルは国連の艦アガサ・キングに見つけられ、コティサールはアヴァサララの死を偽装するためにテオを殺す。グエン提督はアヴァサララを反逆者と呼び、その死を信じず艦をイオに向けるが、サウザー艦長はコティサールからアーリンライトの陰謀の話を聞く。イオではプロト分子に感染した子供が死に始め、マウはプロジェクトの中止を命じる。ロシナンテ号内ではアヴァサララがアーリンライトとマウの共謀を伝え、地球と火星との戦争回避への助力を願うが、イオに向かいたいホールデンは拒否する。アヴァサララはナオミがプロト分子をフレッド・ジョンソンに渡したことを知る。 |               |                                  |                          |                                                         |               |                       |
| 27 | 4             | "重要な証拠" "Reload"            | Thor Freudenthal         | Robin Veith                                             | 2018年5月2日  | 0.590                 |
| ドラマーはノーブー号を回収する。アナが書いた原稿をエステバンが演説するが、火星を破壊することを正当化するようアーリンライトが書き換えている。アヴァサララはホールデンに頼んでアーリンライトの反逆の証拠をアナに送る。ロシナンテ号は不足した燃料を、国連に破壊された火星の艦から回収するが、3人の火星海兵隊員が乗っている。海兵隊員がアレックスとナオミを人質にしてロシナンテ号を乗っ取ろうとするが、ドレーパーが説得してやめさせる。ホールデンは火星艦を修理させ、アーリンライトの反逆の証拠を渡してサウザー艦長に届けるよう頼み、海兵隊員を送り出す。ストリックランドはマウに隠れてプロト分子に感染した少年を研究し続ける。少年は金星のプロト分子と交信し、看護婦の体をバラバラにして肉体構造を調べる。マウは研究の続行を許可する。 |               |                                  |                          |                                                         |               |                       |
| 28 | 5             | "反乱計画" "Triple Point"        | Jeff Woolnough           | Georgia Lee                                             | 2018年5月9日  | 0.555                 |
| 火星海兵隊員はアーリンライトの反逆の証拠を火星艦ハンムラビの艦長に渡し、艦長はアガサ・キング艦上のサウザーに密かに転送する。アガサ・キングがイオに向かうのを知り、ハンムラビも追いかける。火星と地球の両艦隊がそれぞれ後を追う。アヴァサララは人類の生存のために地球はプロト分子のサンプルを必要とするとホールデンに言う。イオでプロト分子に感染した少年は金星で何かが完成間近だと言うが、変態が進みすぎてそれ以上は話せなくなる。マウは情報を聞き出すため、次にメイを感染させるよう命じる。ホールデン、エイモス、ドレーパー、プラックスはイオの研究施設に侵入しようとする。サウザーはグウェンに対し反乱を起こし、アーリンライトの裏切りの証拠を地球の各艦に送るが、グウェンに殺されて反乱は失敗する。だがいくつかの国連艦がグウェンに背き、国連艦隊では同士討ちが始まり、火星艦隊がこれを見守る。グウェンは、イオからプロト分子に感染させた怪物を乗せたミサイルを多数発射させる。                                                                         |               |                                  |                          |                                                         |               |                       |
| 29 | 6             | "犠牲" "Immolation"              | Jeff Woolnough           | Alan DiFiore                                            | 2018年5月16日 | 0.609                 |
| マウとストリックランドは、侵入してきたグループが火星の海兵隊だと信じ、子供たちを人質にして逃げようとする。プロト分子に感染した怪物を差し向け、ドレーパーが怪物を殺す。アヴァサララはプロト分子の怪物を搭載したミサイルが火星に向かっていると考える。ミサイルのうち一発がアガサ・キングに命中し、プロト分子が艦内に広がる。アレックスとナオミは高速艇でアガサ・キングに向かい、全てのミサイルのステルス機能を解除する。感染したコティアールはプロト分子の拡大を防ぐためにグウェンもろともアガサ・キングを自爆させる。ホールデンはマウを捕え、エイモスとプラックスは子供たちを救出する。プラックスはメイに再会し、エイモスはストリックランドを殺す。ナオミの依頼で、フレッド・ジョンソンは捕獲していた地球の核ミサイルを使って、火星に向かうミサイルの残りを破壊する。マウはアヴァサララの面前に引き出される。地球では、アンナがアーリンライトの反逆の証拠をエステバンに見せ、アーリンライトは逮捕される。金星表面から、プロト分子の巨大な構造物が飛び立つ。 |               |                                  |                          |                                                         |               |                       |
| 30 | 7             | "デルタV" "Delta-V"              | Kenneth Fink             | Naren Shankar                                           | 2018年5月23日 | 0.625                 |
| アーリンライトが逮捕され、エステバンは事務総長を辞職し、後任のアヴァサララは演説で平和を訴える。金星を離れたプロト分子の構造物は天王星付近で巨大なリングを形成する。ナオミ、プラックス、ドレーパーの離れたロシナンテ号もリングに向かい、インタビュアーのモニカが乗り込む。ノーブー号はビヒモス号と改名され、ドラマーが艦長となり、ナオミが主任エンジニアとなっている。OPAから副長として送り込まれたアシュフォードがビヒモス号に乗り込み、ドラマーとの間に緊張が生じる。ビヒモス号で麻薬取引に関わっていた乗員が事故死し、麻薬の売人の処罰をめぐって二人は争う。アンナは国連艦隊に加わり、リングに向かう。国連艦隊のエンジニアのメルバがリング付近の国連艦スンに乗り込んで爆弾を仕掛け、超人的な力を発揮して目撃者を殺す。一人用高速艇に乗ったマネオはリングに近づくが、その肉体は爆発する。ロシナンテ号上ではホールデンがミラーの姿を見る。 |               |                                  |                          |                                                         |               |                       |
| 31 | 8             | "計画実行" "It Reaches Out"      | Kenneth Fink             | Mark Fergus & Hawk Ostby                                | 2018年5月30日 | 0.609                 |
| メルバは死体を隠し、トーマス・プリンス号に乗り移り、アンナに会う。ロシナンテ号では、ホールデン以外にはミラーの姿は見えず、ホールデンは自身の脳を診断しプロト分子を探すが異常は見つからない。エイモスとアレックスは、ホールデンの異常な振る舞いに気づく。ホールデンは、高速艇がリングを目覚めさせた時に、初めてミラーが現れたことを知る。モニカに同行するカメラマンがロシナンテ号に何らかの装置を設置する。メルバはスンを爆破し、ロシナンテ号の通信システムはダウンするが、ホールデンが爆破を告白してリングがOPAに属すると主張する虚偽の放送が流される。国連艦隊はロシナンテ号を狙い、ビヒモス号のドラマーもアシュフォードの要請を受け、OPAが無関係であることを証明するためにロシナンテ号にミサイルを発射する。ホールデンはミラーの幻から指示されて、船を急減速させてリングに向かわせる。急減速のダメージから目覚めたホールデンは、時間が異常に遅くなったことに気づく。ロシナンテ号はリングに入るが、すぐ後ろにミサイルが続く。                             |               |                                  |                          |                                                         |               |                       |
| 32 | 9             | "ブレない信念" "Intransigence"   | David Grossman           | Hallie Lambert                                          | 2018年6月6日  | 0.568                 |
| リングに入ったロシナンテ号の武器や通信のシステムはダウンし、後を追うミサイルは強制的に減速させられ向きを変えられている。火星艦もロシナンテ号を追ってリングに入る。カメラマンは、何者かに頼まれて装置を設置したことを認める。エイモスはモニカとカメラマンを船外に出して火星艦に拾わせ、ホールデンの無実を証明しようとする。ホールデンは火星艦に降伏せざるを得ないと考える。ドラマーはビヒモス号をリングに入らせ、ナオミが小艇でロシナンテ号に戻ることを許す。フラッシュバックで、メルバもまたマウの娘であることがわかり、メルバは父親の復讐のためにホールデンを破滅させようとする。国連艦トーマス・プリンスの民間人は避難するがアンナは残る。ミラーの指示で、ホールデンは宇宙服でロシナンテ号から出てリング中心に向かう。 |               |                                  |                          |                                                         |               |                       |
| 33 | 10            | "信じる心" "Dandelion Sky"       | David Grossman           | Georgia Lee                                             | 2018年6月13日 | 0.615                 |
| 国連艦トーマス・プリンスもリングに入る。アンナの友人のティリーはメルバがクラリッサ・マウであることに気づく。クラリッサは火星艦より先にロシナンテ号に到達しようとする。ビヒモス号のドラマーとアシュフォードの間には緊張が高まる。ホールデンはリングの中心に向かうが、ミラーは自分が実体でなくホールデンの脳が作り出したものであると認める。ドレイパーを含む火星海兵隊はホールデンを追ってリング中心のステーションに入る。爆弾をホールデンに投げたドレイパーの上官は分解されてステーションに吸収され、リングは各艦を減速させる。クラリッサはティリーを殺そうとする。ミラーの指示に従って、ホールデンはステーション内の回路に触れてプロト分子の立場から出来事を眺め、惑星が爆発するのを見る。ホールデンは意識を失う。 |               |                                  |                          |                                                         |               |                       |
| 34 | 11            | "堕落した世界" "Fallen World"    | Jennifer Phang           | Dan Nowak                                               | 2018年6月20日 | 0.670                 |
| リング内の最高速度の低下によりすべての艦が急激な減速を強いられ、多数の死傷者が出て、無重力では内出血を起こした負傷者は死ぬ運命となる。ナオミはロシナンテ号に戻ってエイモスとアレックスを手当てする。ビヒモス号内では、ドラマーとアシュフォードは重機に挟まれて身動きできなくなり、ドラマーは自分を犠牲にしてアシュフォードを解放する。艦長となったアシュフォードはビヒモス号の胴体を回転させて重力を作り出し、他の艦の負傷者を収容する。すべての艦はリング中心に引き付けられる。死ぬ直前のティリーはクラリッサのことをアンナに打ち明ける。クラリッサはロシナンテ号に乗り込み、ホールデンを探してナオミを襲うが、追いかけてきたアンナに気絶させられる。ドレーパーはホールデンを小艇に収容し、意識を取り戻したホールデンはすべてが終わるビジョンを見たと語る。 |               |                                  |                          |                                                         |               |                       |
| 35 | 12            | "決断を下すとき" "Congregation"  | Jennifer Phang           | ダニエル・エイブラハム & タイ・フランク                 | 2018年6月27日 | 0.730                 |
| 火星艦、ロシナンテ号、国連艦の乗員はビヒモス号に乗り込むが武器を取り上げられる。ドラマーは負傷して義肢をつける。ホールデンは、プロト分子を作った種族が敵に敗れ、敵を食い止めるためにリングを使って自らの太陽系を破壊したビジョンを語るが、ビヒモス号艦長となったアシュフォードは信じずにホールデンを拘置する。ドラマーとナオミはホールデンに会う。地球人のエンジニアが核爆発を起こしてリングの防御を弱めて外部にレーザー通信を送ろうとするが効果はなく、リングはエネルギーをチャージし始める。 |               |                                  |                          |                                                         |               |                       |
| 36 | 13            | "アバドンの扉" "Abaddon's Gate"  | Simon Cellan Jones       | ダニエル・エイブラハム & タイ・フランク & Naren Shankar | 2018年6月27日 | 0.606                 |
| アシュフォードは地球と火星のリーダーを説得して、レーザーでリングを破壊し、リング内部の全員を犠牲にしてでも外部の全人類を救おうとする。ホールデンは自分だけに見えるミラーと話し、ナオミ、ドラマー、隣の牢のクラリッサが見守る。ホールデンは、人類が敵でないことを示さないとリングが全太陽系を破壊するはずだと恐れる。モニカ、アンナ、アレックス、エイモスは他の艦に放送して呼びかけ、パワーを落とさせる。火星海兵隊が放送を止めるために送られるが、ドレーパーが阻止する。ホールデン、ナオミ、ドラマーはビヒモス号の反応炉に向かいパワーを落とそうとする。アシュフォードはホールデンとドラマーの殺害を命じるが、クラリッサが反応炉を停止させる。リングはすべての艦を解放し、1300の居住可能な太陽系へのポータルを開く。ミラーはホールデンに語りかけ、創造者を倒した敵を見つけさせるために、最初からリングはポータルを開きたかったのだという。 |               |                                  |                          |                                                         |               |                       |

### シーズン4 (2019)
| 通算 話数 | シーズン 話数 | タイトル                                | 監督           | 脚本                                                      | 公開日         |
| --- | ------------- | --------------------------------------- | -------------- | --------------------------------------------------------- | -------------- |
| 37 | 1             | "ニューテラ" "New Terra"                | Breck Eisner   | Mark Fergus & Hawk Ostby                                  | 2019年12月12日 |
| 国連、火星、OPAが共同で1300もの天体系につながるリングを封鎖するが、ベルターの難民が乗るバーバピッコラ号が突破してリチウムの豊富な惑星イーロスに着陸する。火星では、ドレーパーが軍を辞めて民間人となっている。クラリッサは刑務所に入っている。リング付近ではメディナ・ステーションを拠点とし、ドラマーとアシュフォードがベルターの海賊を取りしまる。難民がリチウム資源を求めて移住しニューテラと呼ばれ始めた惑星イーロスには未知の構造物が見つかる。ミラーの幻を見続けるホールデンは国連事務総長アヴァサララの依頼でナオミ、エイモス、アレックスと共にロシナンテ号でイーロスに向かう。資源企業RCE社員を乗せ、先にイーロスに着いた国連の科学調査船エドワード・イスラエル号の降下シャトルは墜落して多数が死に、生存した乗組員らはベルター難民らと争う。ロシナンテ号がイーロスに着陸すると、無機質の虫のごとき群れが襲う。                               |               |                                         |                |                                                           |                |
| 38 | 2             | "起動" "Jetsam"                         | Breck Eisner   | Laura Marks                                               | 2019年12月12日 |
| 火星をアヴァサララが訪問してリングの先の天体系の扱いを話し合い、裏切り者として白眼視されるドレーパーに再会する。ドレーパーは甥のデヴィッドがドラッグ製造に関わっていることを知る。リング周辺では、海賊船が植民船ソージャーナ号を襲う。イーロスでは、シャトルの墜落が爆弾テロによるものであることがわかり、RCEの保安部長マートリーはベルターを一人殺す。エイモスはマートリーの右腕のウェイと親しくなる。住民にプロト分子の感染は認められない。ナオミは高重力対応ドラッグを使うも、惑星への適応に苦労する。ホールデンはアレックス、RCEの科学者オコイエとともに15億年の古さの構造物に入り、ミラーの幻の指示に従う。 |               |                                         |                |                                                           |                |
| 39 | 3             | "前兆" "Subduction"                     | David Petrarca | Dan Nowak                                                 | 2019年12月12日 |
| 地球では、リングへの向こうへの移民を主張するナンシー・ガオが事務総長選でアヴァサララに挑戦する。火星では、デヴィッドを誘拐したグループがドレーパーを脅し、軍の備品の窃盗に協力させる。イーロスでは、RCEとベルターの間に緊張が高まる。構造物が雷を発生させて停電を起こし、別の構造物が居住地に向かって移動し始める。ホールデンはロシナンテ号のミサイルを構造物に向ける。マートリーらRCEは攻撃を謀ったベルター達を殺す。 |               |                                         |                |                                                           |                |
| 40 | 4             | "堕落" "Retrograde"                     | David Petrarca | Matthew Rasmussen                                         | 2019年12月12日 |
| 火星では、ドレーパーが窃盗罪で逮捕され、デヴィッドを誘拐した犯罪グループに加わる。リング付近では、ドラマーとアシュフォードが、植民船ソージャーナ号に対し海賊行為を働いた、OPAの派閥ブラック・スカイの指導者でナオミの元恋人のマルコ・イナロスを捕える。派閥の投票の結果、マルコは釈放される。イーロスでは、RCEが居住地を制圧してエイモスを捕え、ナオミはベルターのルシアと共に逃げる。ルシアは自分たちがシャトルを墜落させたことを告白する。ホールデンとアレックスがマートリーから2人を救出する。イーロス全体で異常な活動が始まる。ホールデンとエイモスを残し、ロシナンテ号が離陸する。 |               |                                         |                |                                                           |                |
| 41 | 5             | "迫害者" "Oppressor"                    | Jeff Woolnough | ダニエル・エイブラハム & タイ・フランク                   | 2019年12月12日 |
| 地球では、国連事務総長選の討論会の途中で、リングを通れず海賊に襲われた植民船ソージャーナ号が暴走して地球の防衛網を損傷しそうになり、アヴァサララは撃墜命令を下す。ガオはこれを利用して自由な植民を貧困層に訴える。異常な活動の始まったイーロスでは、ホールデンが避難を呼びかけるが、ベルターの一部は拒否して人質を取りRCEと対立する。マートリーは密かにシャトルに爆弾を仕掛ける。ホールデンはミラーの幻とプロト分子の話を打ち明け、両者を仲裁しようとする。軌道上のロシナンテ号船内で、ナオミはルシアと同様に自分もかつて意図せず大量殺人に手を貸してしまったことを告白する。アレックスは地表で巨大な異常現象を目にする。 |               |                                         |                |                                                           |                |
| 42 | 6             | "退避" "Displacement"                   | Jeff Woolnough | Hallie Lambert                                            | 2019年12月12日 |
| 火星では、ドレイパーがグループに加わり備品の窃盗と転売を助ける。リング付近では、イーロスと連絡の取れなくなったメディナ・ステーションに国連軍艦トリポリが来てソージャーナとマルコの関わりを示す。ドラマーとアシュフォードはマルコの乗る船を見つける。イーロスでは、裏側の島の爆発による衝撃波と津波が数時間先に迫るが、プロト分子の影響で軌道上のバーバピッコラ、エドワード・イズラエル、ロシナンテ号の核融合リアクターが停止し、救助のために降下させたシャトルも破壊される。ホールデンは人々を廃墟の構造物の中に避難させ、津波が居住地を破壊する。 |               |                                         |                |                                                           |                |
| 43 | 7             | "奇襲作戦" "A Shot In The Dark"         | Sarah Harding  | Dan Nowak                                                 | 2019年12月12日 |
| 地球では、アヴァサララは世論調査でガオに迫られる。ソージャーナ号による地球防衛網攻撃をマルコが主導したと疑い、メディナ・ステーションからの情報で彼の乗る船に海兵隊を送り込んで捕えようとするが、船が爆発して全員が死ぬ。イーロス軌道では、リアクターの動かないバーバピッコラ号の軌道が下がって危険となる。構造物内では物資が不足し、ホールデンを除く全員の目が微生物に感染して失明の危機が迫り、水と共に入り込んだナメクジのごとき生物が人々を殺し始める。 |               |                                         |                |                                                           |                |
| 44 | 8             | "鳥なき里のコウモリ" "The One-Eyed Man" | Sarah Harding  | Dan Nowak                                                 | 2019年12月12日 |
| 地球では、船の爆発が多くの国連軍兵士とベルターを殺したことでアヴァサララが批判される。積極的な植民を訴えるガオに対抗するため、アヴァサララは惑星イーロスの破滅的な映像をリークし、夫に責められる。火星では、ドレイパーが次の窃盗仕事に疑問を呈するが、聞き入れてもらえない。リング付近では、マルコに関する情報を国連に流したフレッド・ジョンソンがメディナ・ステーションに到着する。多くのベルターが死んだことに衝撃を受け、ドラマーとアシュフォードは辞職する。アシュフォードはマルコが危険な陰謀を企んでいると疑い、個人的に追いかける。イーロス軌道では、ロシナンテ号がケーブルでバーバピッコラ号を吊り上げて落下を遅らせる。構造物内では、ホールデン以外の全員が視力を失い、ナメクジの毒が人々を殺し始める。オコイエは、抗がん剤が微生物への免疫となっていることをつきとめ、人々は視力を回復する。久しぶりにミラーの幻がホールデンの前に現れる。 |               |                                         |                |                                                           |                |
| 45 | 9             | "終焉" "Saeculum"                       | Breck Eisner   | ダニエル・エイブラハム & タイ・フランク                   | 2019年12月12日 |
| イーロス軌道では、マートリーの命令でエドワード・イスラエル号が爆弾を搭載したシャトルをロシナンテ号にぶつけようとするが、オコイエの友人の知らせでアレックスが破壊する。アレックスはレールガンを撃った反動でロシナンテ号とバーバピッコラ号の軌道を上昇させる。構造物内では、プロト分子に操られることに倦んだミラーがプロト分子を破壊するためにホールデンをコアに導く。ホールデンを殺すためにマートリーとウェイが追い、二人をエイモスとオコイエが追う。エイモスはウェイを殺し、マートリーがエイモスを負傷させる。ホールデンはマートリーと撃ち合って倒すが裁判にかけるため助命する。その間、オコイエは異形の姿となったミラーをコアに導く。 |               |                                         |                |                                                           |                |
| 46 | 10            | "シボラは燃えて" "Cibola Burn"          | Breck Eisner   | ダニエル・エイブラハム & タイ・フランク and Naren Shankar | 2019年12月12日 |
| 火星では、ドレーパーの目の前で窃盗グループが陰謀に巻き込まれて殺され、盗んだ物資を乗せた船が飛び立つ。地球では、アヴァサララが選挙に負け、夫との溝も広がる。ドレーパーは火星とベルターの秘密の取引の存在をアヴァサララに連絡してくる。アステロイドでは、マルコと、その息子フィリップが追って来たアシュフォードを殺し、火星のステルス技術で偽装した小惑星を地球に向ける。イーロスでは、オコイエがコアから戻るが、ミラーは自分の命と引き換えにプロト分子による活動を止める。イーロス軌道では、すべての船のリアクターが復活する。ホールデンは裁判にかけるためにマートリーをロシナンテ号に乗せて太陽系に向かうが、ルシアは見逃す。ナオミは息子フィリップを探すようフレッド・ジョンソンに依頼する。 |               |                                         |                |                                                           |                |

### シーズン5 (2020)
| 通算 話数 | シーズン 話数 | タイトル                       | 監督               | 脚本                                                   | 公開日         |
| --- | ------------- | ------------------------------ | ------------------ | ------------------------------------------------------ | -------------- |
| 47 | 1             | "出エジプト記" "Exodus"        | Breck Eisner       | Naren Shankar                                          | 2020年12月16日 |
| 太陽系では事務総長ガオがリングの向こう側の宇宙への植民を主導し、火星や小惑星帯の不景気を呼ぶ。金星付近では、小惑星を調査中の国連ハサミ号をナオミの息子フェリップ・イナロスと仲間が襲い破壊する。ティコ・ステーションでは、ロシナンテが修理を受ける。ナオミはフェリップが目撃されたことをフレッドから聞き、チェツェモカ号でパラス・ステーションに向かう。ホールデンはモニカに再会し、プロト分子のことを探られる。ホールデンは、フレッドに保有するプロト分子のサンプルをあきらめるよう説く。月では、地球に向かう途中のエイモスが、左遷されマルコ・イナロスを調査するアヴァサララに再会する。火星ではアレックスが家族に拒絶されたのち、火星軍の不正を潜入捜査するドレーパーに再会する。 |               |                                |                    |                                                        |                |
| 48 | 2             | "忍び寄る嵐" "Churn"           | Breck Eisner       | ダニエル・エイブラハム & タイ・フランク                | 2020年12月16日 |
| 小惑星帯では、デウォルト号に乗るドラマーが海賊を取り締まり略奪品をピンハネし、アシュフォードのタイナン号を見つける。ティコ・ステーションでは、モニカが失踪してコンテナ内に監禁され、ホールデンとフレッドが救い出す。火星では、アレックスがドレーパーに協力してアヴァサララの依頼による火星軍兵器のベルタ―への横流しの調査に加わる。月では、アヴァサララがハサミ号とマルコに関する疑惑をガオ事務総長に訴えるも無視される、デルガド大将と調査を進める。エイモスはボルティモアに帰郷し、かつてティモシーとして路上生活をしていた自分を引き取った亡きリディアの家に行く。旧友でギャングのリーダーとなっているエリックに会い、リディアの同居人チャールズを追い出さないよう求める。エイモス・バートンが偽のIDであることが分かる。 |               |                                |                    |                                                        |                |
| 49 | 3             | "母の思い" "Mother"            | トーマス・ジェーン | Dan Nowak                                              | 2020年12月16日 |
| 月では、アヴァサララとデルガドが、マルコが火星のステルス技術で偽装した小惑星を操作していると疑う。ウォッチステーションの起動を要請するが却下される。アシュフォードが殺された時の記録がフレッドからアヴァサララに転送されてくる。小惑星帯では、ドラマーが装備を略奪されたタイナン号に入ってアシュフォードが殺された記録を得てフレッドに送り、マルコを捕らえて懸賞金を得ることを誓う。ティコ・ステーションでは、ホールデンがモニカの誘拐犯を突き止めるも既に殺されている。小惑星ケレスで、プロト分子研究者のパオロ・コルタサルがベルタ―に誘拐されたことを知る。フレッドはコンテナにモニカがいる偽装をして犯人に罠をかける。パラス・ステーションでは、ナオミがかつて置き去りにした息子フィリップに会い、マルコから離れるよう願う。だがフィリップはナオミを襲い、船を奪う。火星では、アレックスと、補給担当のソヴテール大将の副官バーベッジ大尉がお互いを探り合う。直後にアレックスは襲われる。地球に小惑星のかけらが落下する。 |               |                                |                    |                                                        |                |
| 50 | 4             | "ガウガメラの戦い" "Gaugamela" | ニック・ゴメス     | Dan Nowak                                              | 2020年12月23日 |
| アレックスとドレーパーはレザーバック号に乗り、バーベッジが火星の兵器をベルタ―に横流しする現場をおさえようとする。エイモスは国連の地下重刑務所に行き、身体改造の遮断薬を投与されるクラリッサ・マウに再会する。火星では議事堂が爆破され、地球には小惑星の破片が次々と落下して甚大な被害を及ぼす。アヴァサララはガオに連絡してウォッチタワー衛星を起動させ、以降の惨事を食い止めるも、ガオは巻き込まれて死亡する。マルコの配下はティコ・ステーションを襲い、フレッド・ジョンソンはサカイら部下たちに裏切られて死に、プロト分子のサンプルも奪われる。ナオミは息子フィリップに連れられて前夫マルコの船に連れて行かれ監禁される。マルコはフリー・ネイビーを名乗り、プロト分子の保有、小惑星帯の独立とリングと外の宇宙の支配を宣言する。 |               |                                |                    |                                                        |                |
| 51 | 5             | "危険な賭け" "Down and Out"    | Jeff Woolnough     | Matthew Rasmussen                                      | 2020年12月30日 |
| 地球では小惑星の破片落下による地震でエイモスとクラリッサが地下刑務所に閉じ込められ、地上に脱出すると建物は崩壊している。小惑星帯では、ドラマーがマルコからの面会希望の連絡を受ける。アレックスとドレーパーは小惑星帯のハンガリア群に隠れたバーベッジを追い、火星の護衛艦をベルタ―に売る現場を目撃する。ティコ・ステーションでは、ホールデンや保安責任者のブルらがロシナンテ号に乗り、プロト分子を盗んだズミヤ号を追おうとする。ナオミはマルコを殺そうとするがフィリップに阻止される。ホールデンに連絡し、ロシナンテ号のリアクターに細工がされていることを教えて起動を止めさせる。 |               |                                |                    |                                                        |                |
| 52 | 6             | "Tribes"                       | Jeff Woolnough     | Hallie Lambert                                         | 2021年1月6日   |
| 月では国連事務総長となった運輸大臣がアヴァサララを訪問する。地球では、エイモスとクラリッサが荒廃した北米東海岸で冬の自然保護区を抜けボルティモアを目指す。ティコ・ステーションではロシナンテ号にモニカが乗り込む。小惑星帯では、アレックスとドレーパーがレイザーバック号にドッキングしようとしたベルタ―船を爆破する。マルコはナオミを殺そうとするがシンとフィリップが止める。ドラマーの船デウォルト号はベルタ―船と火星軍艦に包囲され、乗組員の投票の結果フリー・ネイビーに参加することを承諾してマルコと人質を交換し、カラルが乗り込んで来る。 |               |                                |                    |                                                        |                |
| 53 | 7             | "さらば家族よ" "Oyedeng"       | Marisol Adler      | Dan Nowak                                              | 2021年1月13日  |
| アレックスとドレーパーはアヴァサララとホールデンに、フリー・ネイビーが9隻の火星艦を入手したことを伝える。アヴァサララは艦隊をフリー・ネイビーに向ける。ロシナンテ号で、モニカは火星がプロト分子と交換に軍艦を供与したと推測する。ロシナンテ号はプロト分子を運ぶズミヤ号と交戦して無力化するが、ズミヤ号は爆発する。ナオミはフィリップと家族の絆を取り戻そうとする。フィリップの進言で、マルコはチェツェモカ号からナオミの救難信号を発し、ロシナンテ号をおびき出して破壊しようとする。ナオミは生身で宇宙空間に飛び出して逃げ、チェツェモカ号に着く。 |               |                                |                    |                                                        |                |
| 54 | 8             | "命懸けの一手" "Hard Vacuum"   | Marisol Adler      | Dan Nowak                                              | 2021年1月20日  |
| ナオミが逃げた巻き添えでシンは死んでいる。フィリップはナオミが死んだと悲しむ。ナオミは近接信管が仕掛けられたチェツェモカ号に乗り込み、ホールデンをおびき寄せる偽の救難信号の発信を必死に止めようとする。レザーバック号がナオミの救難信号を受信してロシナンテ号に知らせる。ロシナンテ号はズミヤ号の爆発跡でプロト分子を見つけられない。デウォルト号はフリー・ネイビーの戦闘の後始末をさせられ、ドラマーは荒れる。ナオミの救難信号を受信するが、乗り込んでいたカラルから偽物だと教えられる。エイモスとクラリッサはボルティモアに着いてエリックに会い、月に行くための協力を申し出る。国連事務総長が月で開いた会議で、デルガド大将は民間人の犠牲を顧みず、マルコの故郷パラスを攻撃することを提案する。 |               |                                |                    |                                                        |                |
| 55 | 9             | "希望の宙へ" "Winnipesaukee"   | Breck Eisner       | ダニエル・エイブラハム & タイ・フランク& Naren Shankar | 2021年1月27日  |
| 小惑星帯では、ナオミが改変した救難信号をレイザーバック号、ロシナンテ号が受信して救援に向かう。デウォルト号のドラマーも受信して救援に向かおうとするが、マルコにロシナンテ号の攻撃を命じられる。カラルとドラマーは対立し、オクサーナが間に立つ。マルコはフィリップにナオミが生きていると教える。月では、国連事務総長とデルガド大将がアヴァサララには知らせずにパラスを攻撃する。さらにケレス攻撃を計画したため、平和的解決を望むアヴァサララや他の閣僚は辞任する。事務総長が不信任されてアヴァサララが返り咲き、デルガドを閣僚に任命する。地球では、エイモス、クラリッサ、エリックとその手下らがヘリで別荘地ウィニペソーキーに行く。シャトルを修理し、周囲の避難民を乗せ、略奪者を退けて月に向かう。 |               |                                |                    |                                                        |                |
| 56 | 10            | "復讐のとき" "Nemesis Games"   | Breck Eisner       | ダニエル・エイブラハム & タイ・フランク& Naren Shankar | 2021年2月3日   |
| ロシナンテ号はフリー・ネイビーの艦隊に囲まれ、レイザーバック号にナオミを救出させるためにおとりとなる。艦隊の中にいたドラマーがカマルを殺して裏切り、ロシナンテ号は窮地を脱する。ナオミは近接信管の仕掛けられたチェツェモカ号を回転させてレイザーバック号の接近を妨げる。さらに宇宙空間に出て手信号で接近を止めさせ、ドレーパーに回収される。レイザーバック号に残ったアレックスは高加速による脳卒中で死んでいる。マルコは人質を殺し、オクサーナはモーテン号とともにドラマーのもとを去る。エイモスは月でロシナンテ号を迎え、クラリッサとともにクルーに加わる。モニカとドレーパーはズミヤ号からプロト分子が運び出された可能性を知る。プロト分子を供与された火星軍の一部はマルコと組み、リングを防衛する地球艦を破壊する。ソヴテール大将とバーベッジ大尉の乗る火星艦バーキース号はリングを通り抜けようとして消滅する。 |               |                                |                    |                                                        |                |

1. ↑  アレクサンドロス3世がダレイオス3世を破ったガウガメラの戦いにちなむ
2. ↑  ベルタ―のクレオール言語で「さよなら」

### シーズン6 (2021-2022)
| 通算 話数 | シーズン 話数 | タイトル                            | 監督           | 脚本                                                      | 公開日         |
| --- | ------------- | ----------------------------------- | -------------- | --------------------------------------------------------- | -------------- |
| 57 | 1             | "奇妙な犬" "Strange Dogs"           | Breck Eisner   | Naren Shankar                                             | 2021年12月10日 |
| リング外の惑星ラコニアでは、植民者の少女キャラが奇妙な犬のごとき土着生物を見つける。次々と小惑星を落とされた地球は甚大な被害を受けて食料も不足する。国連艦隊は反撃に出るより新たな小惑星落下を防がざるを得ず、火星も援護に向かう。ドレーパーは事務総長アヴァサララの護衛となっている。小惑星帯だけでなく、リングを支配されたリング外の植民者たちもフリー・ネイビーに従う。ロシナンテ号は国連の味方に付き、多くの小惑星に仕掛けられた誘導装置を発見し、フリー・ネイビーの船アズール・ドラゴン号に制御されていることを突き止める。マルコはケレス・ステーションにフリー・ネイビーの本拠を置くも、息子フィリップとの間に溝が広がる。フィリップは友人と喧嘩をして殺してしまう。デウォルト号とタイナン号で逃亡するドラマーは乗組員ミチオの失策でデウォルト号を失う。 |               |                                     |                |                                                           |                |
| 58 | 2             | "アズール・ドラゴン" "Azure Dragon" | Jeff Woolnough | ダニエル・エイブラハム & タイ・フランク                   | 2021年12月17日 |
| ラコニアでは、犬のごとき土着生物がキャラの死んだペットを持ち去る。ホールデンは火星のバーキース号の消滅に関心を持つ。アヴァサララは正規軍による攻撃の失敗を恐れ、密かにドレーパーをロシナンテ号に乗り込ませてアズール・ドラゴン号の捕獲を命令する。ナオミがパニックに襲われるも、クラリッサの活躍で捕獲は成功しデータコアを無傷で手に入れる。アヴァサララは付近のゼノビア号で作戦を見守り、モニカによる報道を利用しようとする。タイナン号のドラマーは、フリーネイビーの傘下に入った元海賊ゴールデン・バウのイナザミ号船長ウォーカーと取引をし、ミチオを引き渡すとともにマルコに対抗する味方を探す。マルコは拘禁されたフィリップを釈放し、殺人事件をもみ消す。 |               |                                     |                |                                                           |                |
| 59 | 3             | "戦力投射" "Force Projection"       | Jeff Woolnough | Dan Nowak                                                 | 2021年12月24日 |
| ラコニアでは、犬のごとき土着生物がキャラのペットとドローンをよみがえらせる。地球と火星の連合艦隊はケレス・ステーションに入るが、フリー・ネイビーは補給品を奪って去り、後に残された100万人の飢えたベルターを、アヴァサララは救わざるを得ない。モニカの報道により、ベルタ―の中にも地球攻撃に罪悪感が生じ始める。ケレス・ステーションではテロが起きる。ドラマーはマルコに反抗するゴールデン・バウの残党と組む。ナオミはバーキース号など、リングで船が消滅するパターンに気づく。プラックスが地球での食糧増産に役立つデータをエイモスに送ってくる。マルコの艦隊は、ケレスに向かうロシナンテ号に遭遇し攻撃する。ロシナンテはドレーパーの作戦で優位に立つが、ホールデンは魚雷を不発にしてマルコとフィリップの乗るペラ号をわざと見逃す。 |               |                                     |                |                                                           |                |
| 60 | 4             | "砦" "Redoubt"                      | Anya Adams     | Dan Nowak                                                 | 2021年12月31日 |
| ラコニアでは、キャラの弟が事故で死ぬ。ケレス・ステーションでは、テロで犠牲者が出て、物資が不足し暴動がおこる。火星軍はメディナ・ステーションに進軍してリングを確保するよう主張する。ケレスに向かうロシナンテの上では、ホールデンが魚雷を不発にしたことをクラリッサが発見し、エイモスはホールデンを責める。ペラ号では、フィリップが修理業務に降格され、意図的に不発にされた魚雷が船に命中していたのを発見する。ドラマーはマルコが秘匿していた物資を見つけて持ち去り、全宇宙への放送でマルコをののしる。 |               |                                     |                |                                                           |                |
| 61 | 5             | "戦いの理由" "Why We Fight"         | Anya Adams     | ダニエル・エイブラハム & タイ・フランク                   | 2022年1月7日   |
| ラコニアでは、キャラの弟が蘇生する。火星軍の小艦隊はリングを守るメディナ・ステーションを攻撃するが、火星製のレールガンで反撃され全滅する。ロシナンテはケレス・ステーションに着き、プロト分子研究から生まれた金属で強化される。リングでの船の消失は断続的に続き、ホールデンはマルコにも知らせるべきだとアヴァサララを説得しようとする。ドラマーは物資をケレス・ステーションにもたらす。ナオミの仲立ちで、アヴァサララと会談し国連軍と同盟する。ミチオは負傷した仲間と共にケレスにとどまる。エイモスは酔い、ホールデンによる弾頭解除をドレイパーに打ち明ける。フィリップの同僚は、自分がケレスに仕掛けた爆弾で兄が死んだことを知る。 |               |                                     |                |                                                           |                |
| 62 | 6             | "バビロンの灰" "Babylon's Ashes"    | Breck Eisner   | ダニエル・エイブラハム & タイ・フランク and Naren Shankar | 2022年1月14日  |
| ラコニアでは、キャラの両親が蘇生した息子を恐れ、キャラは弟と一緒に逃げる。国連軍、火星軍、ベルタ―の連合艦隊はリングを支配するフリー・ネイビーへの攻撃計画を立てるも戦局は不利となる。ロシナンテ号はリングを守るメディナ・ステーションの奇襲に向かう。フリー・ネイビーのペラ号では、副長のローゼンフェルドがフィリップをブリッジに戻す。ペラ号は貨物船に偽装してドラマー率いるベルタ―艦隊の攻撃をかわし、ウォーカーを戦死させるも損傷し、ローゼンフェルドは死ぬ。ロシナンテは氷運搬船に隠れ、多数のポッドを射出してメディナ・ステーションのレールガンに対抗する。余命が5年であることを知ったクラリッサは戦闘中にロシナンテを修理する。ドレイパー、エイモスら奇襲班はポッドでメディナ・ステーションに乗り込み制圧する。マルコはラコニアに武器供与を拒否されるもリングを通って逃げようとする。ナオミの発案で、リアクターを過負荷にした氷運搬船を同時にリングに突入させて消滅現象を意図的に起こし、マルコの乗るペラ号を葬る。戦後、国連、火星、ベルタ―の会議はリング管理をめぐって紛糾するが、ホールデンを会長とする独立した運輸連合がメディナ・ステーションでリングを管理することで決着する。だがホールデンは即座に辞任してドラマーを新会長とし、ロシナンテ号に戻る。フィリップはペラ号から脱出し生き延びている。 |               |                                     |                |                                                           |                |